# 奧爾尼格山
46°59′29.7″N 13°11′18.9″E / 46.991583°N 13.188583°E

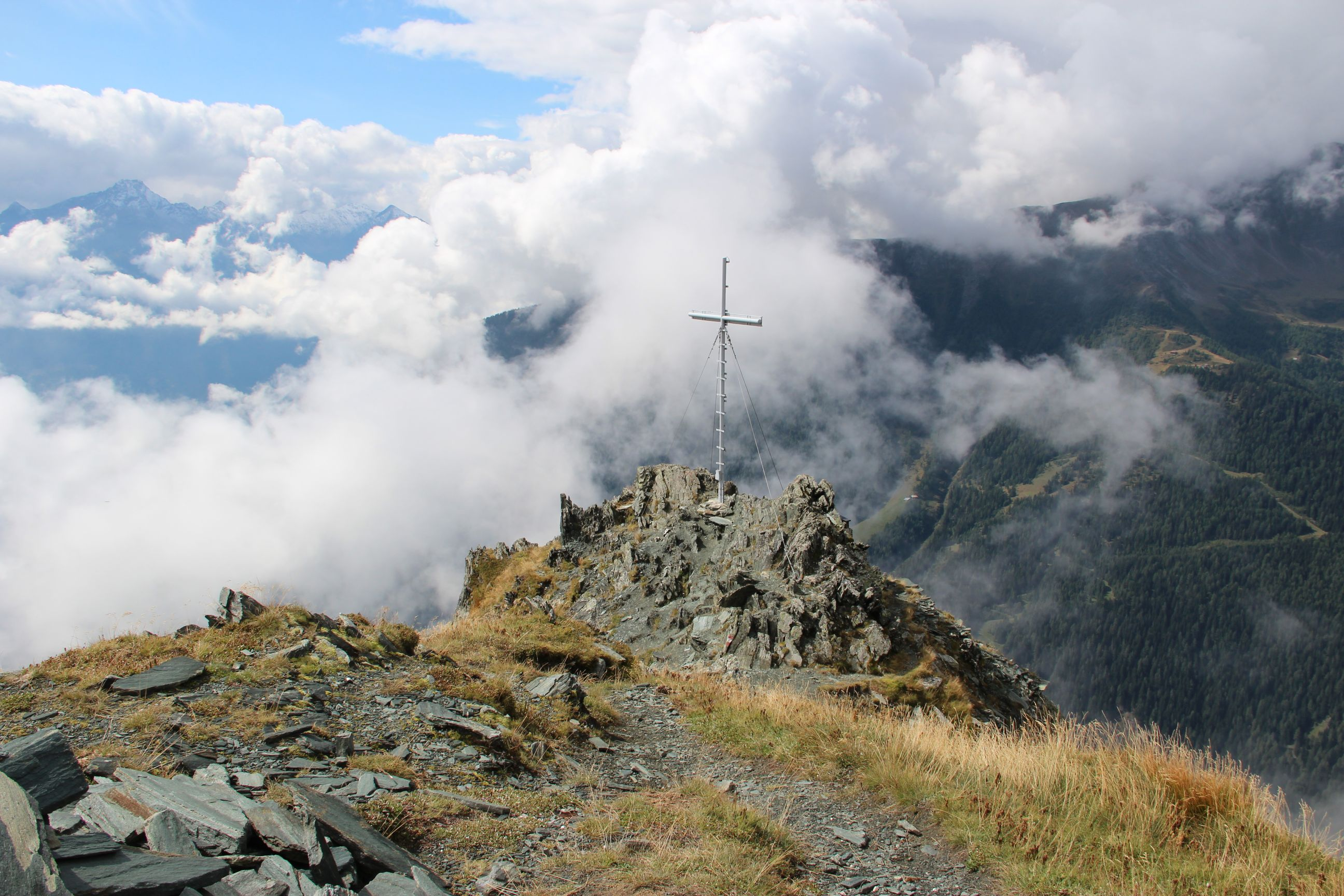

奧爾尼格山（德語：Auernig），是奧地利的山峰，位於該國南部，由克恩頓州負責管轄，屬於安科格爾山脈的一部分，海拔高度2,130米，每年平均降雨量2,643毫米。